# Raymond Hecht
Raymond Hecht (* 11. listopadu 1968, Gardelegen, Sasko-Anhaltsko) je bývalý východoněmecký a později německý atlet, jehož specializací byl hod oštěpem.

## Kariéra
První úspěch zaznamenal v roce 1987 na juniorském mistrovství Evropy v Birminghamu, kde získal bronzovou medaili. Na mistrovství Evropy ve Splitu 1990 skončil ve finále desátý (77,72 m). Na následujícím evropském šampionátu v Helsinkách 1994 se umístil na pátém místě. Těsně pod stupni vítězů, čtvrtý skončil na mistrovství světa v Göteborgu 1995, kde se stal mistrem světa Jan Železný. O rok později se kvalifikoval na letní olympijské hry v Atlantě. Ve finále měřil jeho nejdelší pokus 86,88 m, což stačilo na čtvrté místo. Bronz získal finský oštěpař Seppo Räty, který hodil o deset cm dále.
V roce 1998 získal bronzovou medaili na mistrovství Evropy v Budapešti, kde byli lepší jen britští oštěpaři Mick Hill a Steve Backley. O rok později skončil pátý na světovém šampionátu v Seville (85,92 m). I na letní olympiádě v Sydney 2000 nezískal medaili, když se umístil znovu na čtvrtém místě . V roce 2001 skončil pátý na mistrovství světa v kanadském Edmontonu. Jeho posledním velkým závodem bylo mistrovství Evropy v Mnichově 2002, kde se umístil na pátém místě (83,95 m). 

## Osobní rekord
Jeho osobní rekord ho řadí na čtvrté místo v historických tabulkách. Dál hodil v celé historii novým typem oštěpu jen Rus Sergej Makarov, Fin Aki Parviainen a několikrát český oštěpař Jan Železný. 
- hod oštěpem (nový typ) - (92,60 m - 21. července 1995, Oslo) - německý rekord